# Exes
Exes è un singolo della cantante canadese Tate McRae, pubblicato il 17 novembre 2023 come secondo estratto dal secondo album in studio Think Later.
È stato riconosciuto col Juno Award al singolo dell'anno.

## Video musicale

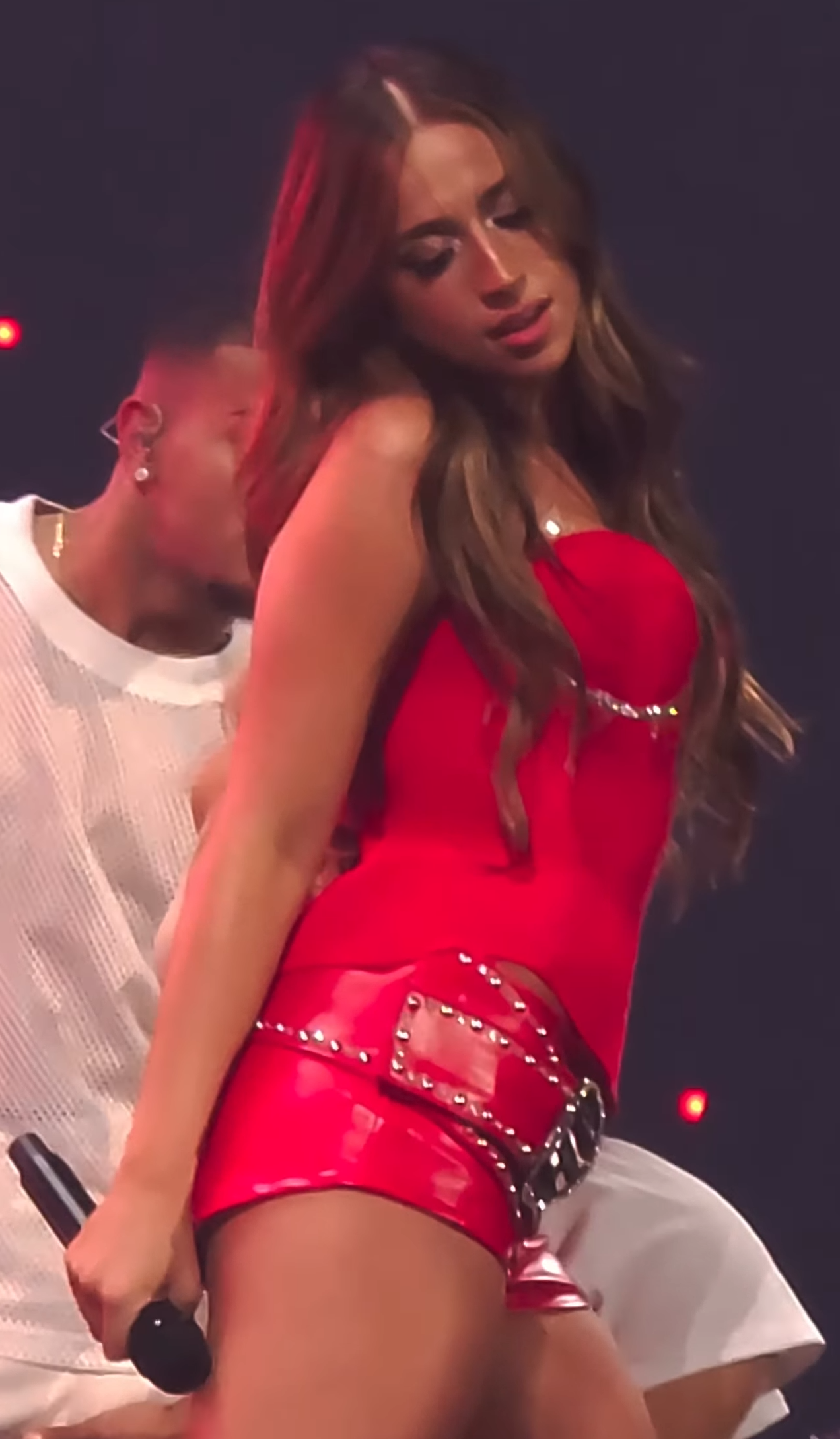
Tate McRae mentre si esibisce sulle note di Exes al Jingle Ball di iHeartRadio, 13 dicembre 2024

Il video musicale, diretto da Aerin Moreno, è stato reso disponibile in concomitanza con l'uscita del brano attraverso il canale YouTube dell'artista.

## Tracce
Testi e musiche di Tate McRae, Ryan Tedder e Tyler Spry.
Download digitale
1. Exes – 2:39

Download digitale – Regard Remix
1. Exes (Regard Remix) – 3:02

Download digitale – Syn Cole Remix
1. Exes (Syn Cole Remix) – 3:02

## Formazione
Hanno partecipato alle registrazioni, secondo le note di copertina di Think Later:
- Tate McRae – voce
- Ryan Tedder – produzione
- Tyler Spry – basso, chitarra, percussioni, sintetizzatore, tastiere, programmazione, produzione, produzione vocale, ingegneria del suono, missaggio
- Rich Rich – ingegneria del suono
- Felix Byrne – assistenza all'ingegneria del suono
- Dave Kutch – mastering
- Josh Gudwin – missaggio

## Classifiche

### Classifiche settimanali
| Classifica (2023) | Posizione massima |
| ----------------- | ----------------- |
| Australia         | 15                |
| Austria           | 33                |
| Belgio (Fiandre)  | 35                |
| Canada            | 9                 |
| Danimarca         | 32                |
| Finlandia         | 43                |
| Francia           | 195               |
| Germania          | 57                |
| Irlanda           | 11                |
| Lituania          | 40                |
| Norvegia          | 12                |
| Nuova Zelanda     | 14                |
| Paesi Bassi       | 27                |
| Polonia           | 81                |
| Portogallo        | 49                |
| Regno Unito       | 12                |
| Repubblica Ceca   | 40                |
| Singapore         | 21                |
| Slovacchia        | 70                |
| Stati Uniti       | 34                |
| Svezia            | 27                |
| Svizzera          | 27                |
| Ungheria          | 37                |

### Classifiche di fine anno
| Classifica (2024) | Posizione |
| ----------------- | --------- |
| Australia         | 59        |
| Canada            | 47        |
| Stati Uniti       | 93        |